# 양재하 (1906년)
양재하(梁在廈, 1906년 7월 6일 ~ 1966년 3월 19일)는 일제강점기와 대한민국의 언론인이며 조선민주주의인민공화국의 정치인이다. 본관은 남원, 호는 건초(建初)이며 경상북도 문경시 산북면 출생이다.

## 생애
1930년 3월 경성법학전문학교를 졸업했으며 1930년 4월부터 1932년 12월까지 조선일보 기자, 1933년 10월부터 1940년 8월까지 동아일보 기자로 활동했다. 1941년 2월부터 1944년 10월까지 잡지 《춘추》(春秋)의 저작 겸 발행인을 역임했고 1941년 10월 조선임전보국단 평의원을 역임했다. 1941년 12월 27일 주식회사 조선춘추사(朝鮮春秋社) 이사로 선임되었으며 1943년 6월 잡지 《춘추》에 지원병 제도를 찬양하는 내용을 담은 글인 〈조선인과 바다〉를 기고하는 등 일본의 침략 전쟁과 식민 통치 정책을 지지하는 기사를 게재했다. 이러한 경력 때문에 2008년 공개된 민족문제연구소의 친일인명사전 수록예정자 명단 언론/출판 부문, 2009년 친일반민족행위진상규명위원회가 발표한 친일반민족행위 705인 명단에 포함되었다.
광복 이후에 조선건국준비위원회 위원장 임시서리를 역임했으며 1945년 10월 5일 《신조선보》(新朝鮮報) 주간, 1946년 2월 26일 《한성일보》(漢城日報) 편집 겸 발행인, 편집국장 등을 역임했다. 1950년 5월 30일에 실시된 제2대 국회의원 선거에서 경북 문경군 무소속 후보로 출마하여 당선되었지만 한국 전쟁 중이던 1950년 9월 17일에 납북되었다. 1956년 7월 납북된 대한민국 출신 인사들을 중심으로 결성된 조선민주주의인민공화국의 단체인 재북평화통일촉진협의회 상임위원을 역임했다.

## 역대 선거 결과
| 실시년도 | 선거   | 대수 | 직책     | 선거구      | 정당   | 득표수  | 득표율          | 순위 | 당락 | 비고 |
| -------- | ------ | ---- | -------- | ----------- | ------ | ------- | --------------- | ---- | ---- | ---- |
| 1950년   | 총선   | 2대  | 국회의원 | 경북 문경군 | 무소속 | 6,824표 | \| \| 15.91% \| | 1위  |      |      |
|          | 15.91% |      |          |             |        |         |                 |      |      |      |

## 참고 자료
- 양재하 (梁在廈) - 대한민국헌정회
- 양재하 (梁在廈) - 한국학중앙연구원
- 조현호 기자 (2006년 8월 17일). “납북 언론인 KBS 28명 최다 - 모두 249명…정진석 교수, ‘6·25전쟁 납북’서 밝혀”. 미디어오늘. 2008년 2월 15일에 확인함.
- 친일반민족행위진상규명위원회 (2009). 〈양재하 (梁在廈)〉. 《친일반민족행위진상규명 보고서 Ⅳ-9》. 서울. 742~758쪽.